# Dustbin Baby
Pour plus de détails, voir Fiche technique et Distribution.
Dustbin Baby est un téléfilm britannique réalisé par Juliette May sur la base du roman Poisson d'Avril de Jacqueline Wilson paru en 2001. Le téléfilm est diffusé la première fois sur la BBC One le 21 décembre 2008.

## Synopsis
Avril est une adolescente perturbée qui a été abandonnée dans une poubelle alors qu'elle était enfant. Elle est élevée par sa mère adoptive, Marion. L'histoire tourne autour du personnage d'Avril qui fugue à son 14e anniversaire, tandis que Marion part à sa recherche. La vie d'Avril est racontée via des flashbacks lorsqu'elle rencontre des gens et visite des lieux qui sont importants pour elle.

## Fiche technique
- Titre : Dustbin Baby
- Réalisation : Juliette May
- Scénario : Helen Blakeman (en) d'après le roman Poisson d'avril (Dustbin Baby) de Jacqueline Wilson paru en 2001.
- Société de production : Kindle Entertainment (en)
- Pays de production :  Royaume-Uni
- Langue de tournage : anglais
- Format : Couleur
- Durée : 90 minutes
- Genre : Drame
- Date de diffusion :
  - Royaume-Uni : 21 décembre 2008

## Distribution
- Dakota Blue Richards : Avril Johnson (April Johnson en VO)
- Juliet Stevenson : Marion Bean, la mère adoptive d'Avril
- David Haig : Elliot, l'ami et collègue de Marion
- Lucy Hutchinson (en) : Avril jeune

## Production
Le scénario est écrit par Helen Blakeman (en) et le film a été produit par Kindle Entertainment (en). Dustbin Baby traite de différents thèmes dont les liens maternels (adoption) et la délinquance juvénile.
Le film a reçu un accueil positif des critiques, Wilson signalant même qu'elle pensait que c'était « la meilleure adaptation cinématographique d'une de ses œuvres ».
Dustbin Baby a reçu un International Emmy dans la catégorie « enfants et jeunes » lors de la cérémonie de 2009. Helen Blakeman a remporté un Children's BAFTA pour le scénario.